# Чиово
Чи́ово (хорв. Čiovo, итал. Bua) — остров в Адриатическом море, в центральной части Хорватии, возле далматинского побережья.

## География

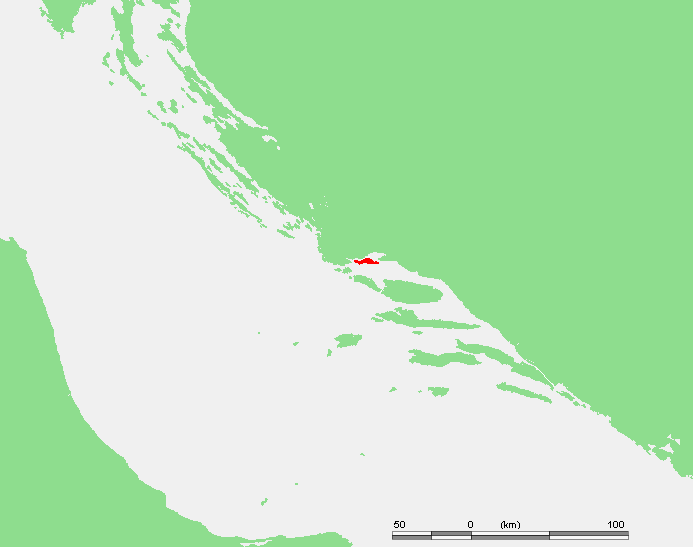
Карта острова Чиово

Площадь острова — 28,8 км², длина 15,3 км, ширина до 3,5 км. Длина береговой линии — 43,9 км. Население — 4455 человека (2001). Высочайшая точка острова — Рудине (217 метров над уровнем моря).

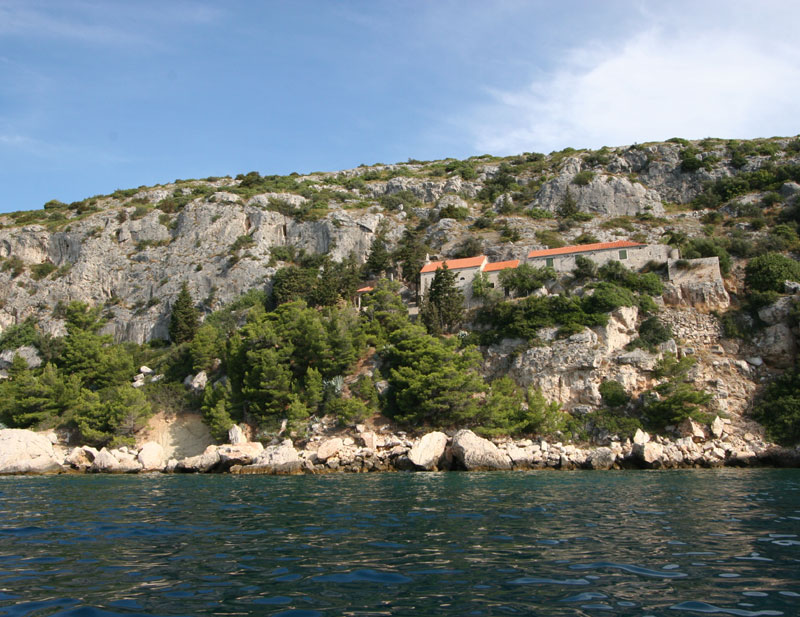
Церковь и монастырь Девы Марии в Призиднице на Чиово

Остров в северной части отделён от побережья узким проливом, на островке посреди этого пролива находится историческая старая часть города Трогир. Современный Трогир распространился как на побережье, так и на прилегающую часть острова Чиово. Все части Трогира соединены мостами. В юго-восточной части остров также подходит близко к берегу, от мыса Марьян в черте Сплита Чиово отделяет 2-х километровый пролив. Южная часть Чиово называется также Призидница, слово происходит от хорватского «prid zidom», «перед стеной»; имеется в виду стена монастыря Девы Марии.
Кроме части Трогира на острове расположено несколько деревень.
Растительность острова типична для побережной Далмации — дубы, мирты, сосны, кипарисы. На острове много инжирных и оливковых садов, производится оливковое масло.

## История
Чиово, как и другие острова Адриатики был заселён с древности. Население острова сильно выросло в XV—XVI веке, когда там расселились беженцы из районов, занятых турками. Ещё один скачок в численности Чиово произошёл позднее, когда на остров расширился Трогир.

## Достопримечательности
Главные достопримечательности острова — Доминиканский монастырь св. Креста (5 километров от Трогира) XV века; церковь и монастырь Девы Марии в Призиднице (хорв. Gospe od Prizidnice, (1546 год), являющиеся объектом религиозного паломничества; остатки раннесредневековой церкви св. Фумии на маленьком островке рядом с юго-западным берегом Чиово.